# 闫家岗农场
闫家岗农场是一个位于中华人民共和国黑龙江省哈尔滨市道里区的类似乡级单位，亦是黑龙江省农垦哈尔滨管理局所属的一个国有农场。
闫家岗农场位于道里区新农镇，东西宽5公里，南北长7.2公里，占地总面积1068.33公顷。其中耕地520公顷。2012年总人口5751人。

## 行政区划
闫家岗农场下辖以下单位：
闫家岗场直社区和闫家岗农场农业服务中心生活区。